# Hymnologi
Hymnologi kallas den teologiska disciplin inom ämnet praktisk teologi,  som studerar psalmernas och psalmböckernas historia, samt den kristna kyrkomusiken och körens roll. Grannvetenskaper är i lika mån litteraturvetenskap, musikvetenskap och kyrkohistoria.
Till hymnologin hör det litterära, musikhistoriska och teologiska studiet av  psalmer och hymner, deras författare och kompositörer och även framförare, samspelet mellan text och musik, processer i samhälle och kyrka som orsakat textliga och musikaliska förändringar, samt de teologiska, socialpolitiska och kulturella teorier som finns om psalmer och hymner.
Den kristna hymnologin studerar bland annat psalmer och hymner, växelsången (antifonier), tidegärder, mässor, cantus responsorius, requiem, gregoriansk sång, laudi.
Som Sverige främsta hymnologer kan räknas Emil Liedgren, Allan Arvastson, Inger Selander och Per Olof Nisser. Det grundläggande svenska referensverket på detta område är det stora flerbandsverket Psalmernas väg. Kommentarer till text och musik i Den svenska psalmboken, redigerat av Nisser, Selander och musikhistorikern Hans  Bernskiöld. 